# Promerops gurneyi
El mielero-abejaruco de Gurney (Promerops gurneyi) es una especie de ave paseriforme perteneciente a la familia Promeropidae.

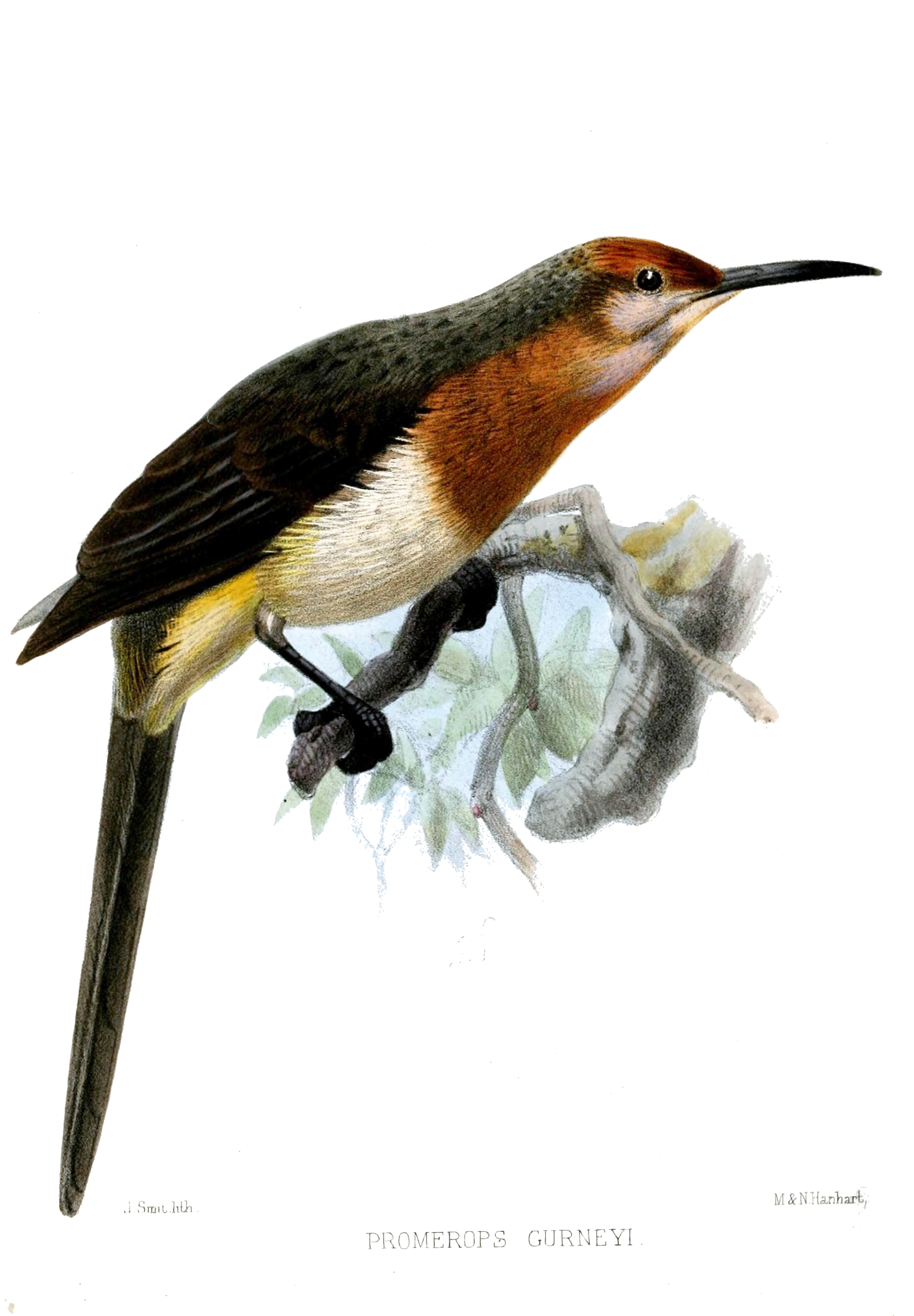

Se encuentra en Lesoto, Mozambique, Sudáfrica, Esuatini, y Zimbabue.
Sus naturales hábitats son los secos bosques tropicales o subtropicales, sabana seca y de  vegetación arbustiva de tipo mediterráneo.
El nombre común y el binomio latíno fue otorgado en honor del banquero británico y ornitólogo aficionado John Henry Gurney (1819-1890).